# ふたりべや
『ふたりべや』は、雪子による日本の漫画。本作の前に、原型となる作品が同人誌にて発表された後、作者の短編集『おねだりしてみて』に収録されている。

## あらすじ
「お姉ちゃん気質」な少女、桜子は高校入学を機に、下宿をすることとなった。下宿先の同居人、かすみはマイペースな性格で、桜子はつい世話を焼いてしまうのだった。

## 登場人物
担当声優は単行本限定版に付属するボイスドラマ版のキャスト。
川和 桜子（かわわ さくらこ）
声 - 桑原由気
本作の主人公の1人。ロングヘアを三つ編みにしており、「お姉ちゃん気質」な性格かつ、圧倒的なコミュニケーション能力を持つ。同居人のかすみがマイペースな性格の為、つい世話を焼いたりしてしまう。最初はただの友人だったが、月日が経つにつれ気持ちが変化していき、『月が綺麗ですね』と告げるまでになった。
山吹 かすみ（やまぶき かすみ）
声 - 小澤亜李
ふわふわロングヘアの美少女。マイペースな性格をしており、結構ダラけた生活をしている。美味しいという以外に食の拘りは無く、カップラーメンのみで三食を済ますことはもちろん、炊飯器の釜で直接お茶漬けを作って食べるなど、ずぼらな面もある。
夏は暑さでのびており、冬は寒さにふるえており、桜子には『地球で生きるのに向いてない』と評された。

## 書誌情報
- 雪子『ふたりべや』幻冬舎コミックス〈バーズコミックス〉、全10巻
  1. 2015年3月24日発売、ISBN 978-4-344-83384-5
  2. 2015年12月24日発売、ISBN 978-4-344-83583-2
  3. 2016年7月23日発売、ISBN 978-4-344-83755-3
  4. 2017年3月24日発売、ISBN 978-4-344-83944-1
  5. 2017年12月21日発売、ISBN 978-4-344-84116-1
  6. 2018年10月24日発売、ISBN 978-4-344-84322-6
  7. 2019年11月22日発売、ISBN 978-4-344-84559-6
  8. 2020年8月24日発売、ISBN 978-4-344-84693-7
  9. 2021年9月24日発売、ISBN 978-4-344-84923-5
  10. 2023年7月24日発売、ISBN 978-4-344-85245-7

### 関連書籍
- 雪子『おねだりしてみて』幻冬舎コミックス〈バーズコミックス〉、全1巻
  1. 2016年12月24日発売、ISBN 978-4-344-83860-4